# Peter Sládek
Peter Sládek (* 7. července 1989, Myjava, Československo) je slovenský fotbalový záložník či útočník, od ledna 2017 hráč klubu Podbeskidzie Bielsko-Biała. Mimo Slovensko působil na klubové úrovni v Česku, Belgii a Polsku.

## Klubová kariéra
Svoji fotbalovou kariéru začal ve Spartaku Myjava, odkud v průběhu mládeže zamířil do Púchova, a poté do českého Slovácka, které se pro něj stalo prvním zahraničním angažmá. V roce 2008 se propracoval do prvního mužstva. V A-týmu neodehrál žádný zápas a nastupoval za rezervu nebo hostoval v jiných týmech. V ročníku 2009/10 působil v českých Vítkovicích a poté od léta 2010 do konce podzimní části sezony 2012/13 nastupoval opět za Myjavu. S týmem postoupil v sezoně 2010/11 do 2. ligy a o rok později do nejvyšší soutěže. V únoru 2013 Slovácko definitivně opustil a vrátil se na přestup do Myjavy. V průběhu ročníku 2013/14 (v říjnu 2013) odešel na roční hostování do belgického KV Oostende. Součástí smlouvy byla i opce na případný přestup. Před sezonou 2014/15 se vrátil do Myjavy, jelikož Oostende opci nevyužilo. V lednu 2015 odešel hostovat do FC Spartak Trnava, ve smlouvě byla opce na přestup. V létě 2015 se vrátil do svého mateřského klubu (Spartaku Myjava).
Poté, co Spartak odhlásil v zimní přestávce sezóny 2016/17 A-tým z 1. slovenské ligy, přestoupil společně se spoluhráčem Ľubošem Kolárem v lednu 2017 do polského druholigového klubu Podbeskidzie Bielsko-Biała vedeného trenérem Jánem Kocianem. V červenci 2017 odešel na půlroční hostování do slovenského prvoligového klubu FC ViOn Zlaté Moravce – Vráble.